# 巴林女性
与其他阿拉伯国家相比，巴林女性通常更积极地参加公共活动。她们很多都受过高等教育，在所有主要职业、妇女团体和妇女组织中都有代表。她们有权投票，巴林约有四分之一的妇女在家庭以外的地方工作。每年12月1日是巴林妇女节。

## 传统服饰

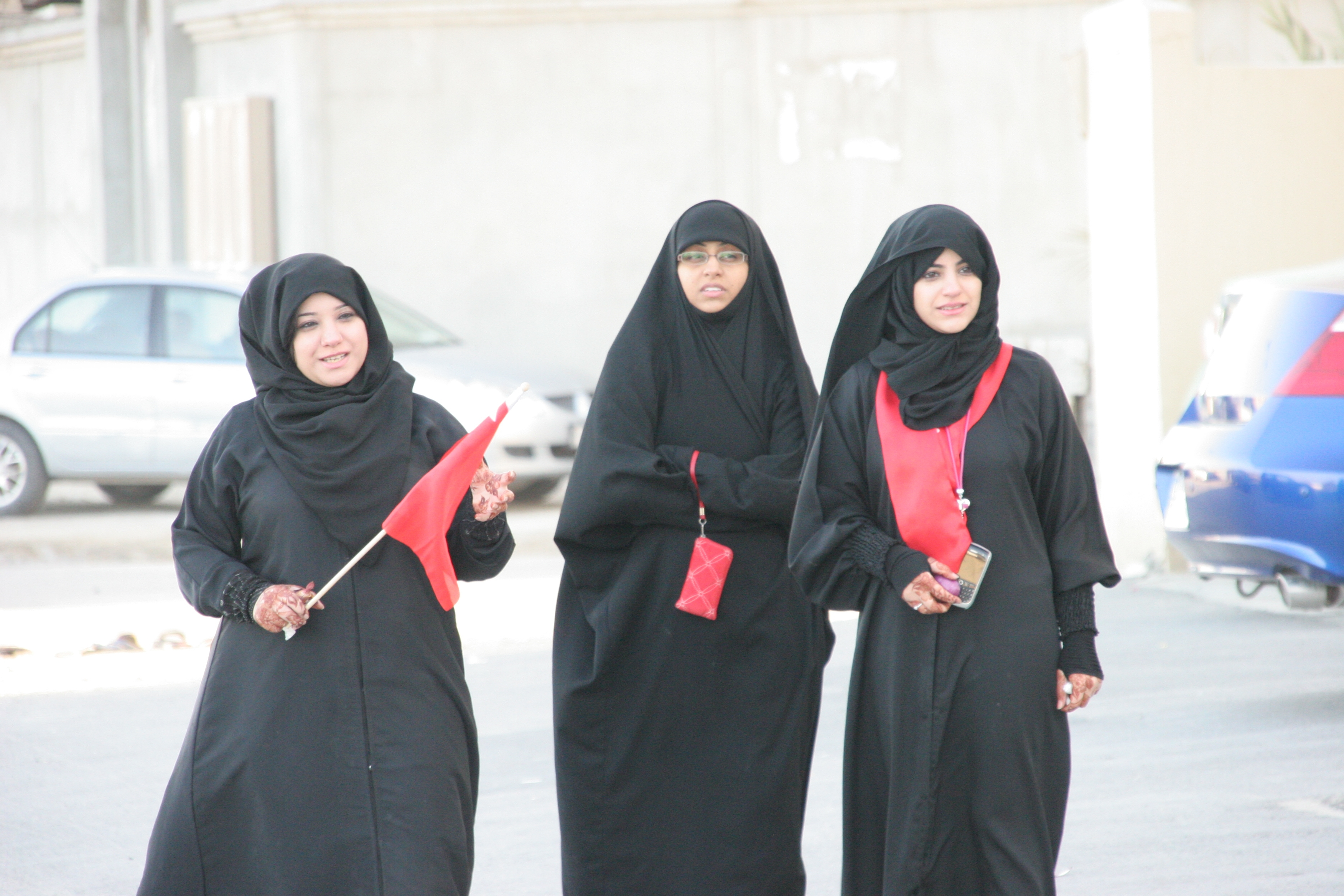
戴头巾的巴林妇女

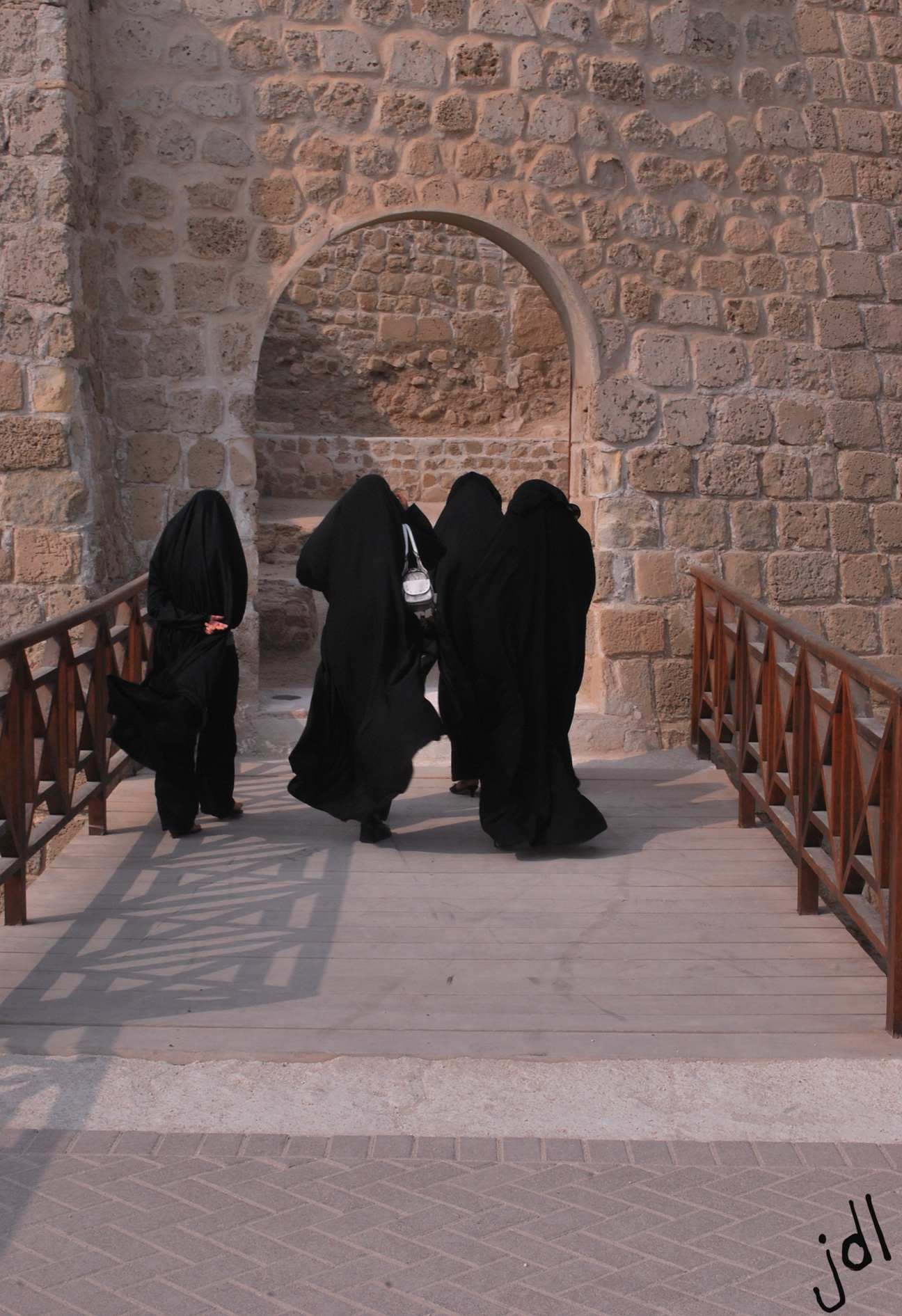
四名巴林妇女身穿黑色服装，从后面看，正朝一个石门走去。

巴林女性的传统服装包括长款宽松的jellabiya连衣裙，这是家庭首选的服装风格之一。巴林女性通常穿着部分覆盖头发的muhtashima或完全覆盖头发的muhajiba。

## 社会角色
在过去，例如1960年代，巴林妇女的角色取决于丈夫的角色或工作。嫁给渔民的妇女可能协助其丈夫从事鱼类清洁和鱼贩的交易。嫁给农民的妇女可能在农田里帮忙或者卖些农产品。在城镇，妇女传统上被指派做家务和照顾孩子。一般而言，富裕的巴林妇女会雇用仆人为她们做家务。此外，巴林妇女以其在传统纺织品刺绣方面的专业知识而闻名。巴林妇女的这种才能反映了巴林的文化和传统。
在过去三十年左右的时间里，巴林的妇女有机会脱离社会中传统的女性角色。她们能够在教育、医学、护理实践和其他与健康有关的工作、金融、文书工作、轻工业、银行业和兽医学等领域扩大自己的作用并获得职业。
实际上，巴林是海湾合作委员会中第一个有女性担任政府高级职位和角色的国家，她们代表政府，比如部长和大使。

## 榜样
对巴林妇女在教育和流行趋势上的重要性观点影响之一是于1890年代末抵达巴林的来自新泽西州不伦瑞克的美国传教士团体以及来自埃及和黎巴嫩的早期外籍女教师。巴林的第一所女子世俗学校成立于1928年。

## 教育
根据Farouk Amin的说法，1928年，巴林是第一个接受女性教育的波斯灣阿拉伯國家。
1950年代，第一批巴林女性在埃及开罗和黎巴嫩贝鲁特学习，成为巴林的教师和校长。巴林第一所医院护理学校成立于1959年，当时健康科学学院的成立为巴林妇女提供了担任护士的机会。女性能够在约旦，贝鲁特和埃及学习医学及相关领域。女性可以担任系主任、学院院长和教授。
1965年巴林成为第一个拥有妇女社会组织的海湾国家。2005年，皇家女子大学（RUW）是巴林第一所致力于教育该国女性的国际私立大学。

## 妇女权利
2002年，巴林宪法修正案赋予巴林女性在全国选举中的投票权和参选权，这是海湾阿拉伯国家合作委员会中第二个这样做的国家。 
女性第一次投票和参加2002年举行的市政选举，在这场选举中，300多名候选人中的31名女性全部落选。
此外，2002年巴林大选没有妇女当选。作为对女性候选人失败的回应，Shura理事会任命了6名成员，其中还包括沙特王国土著犹太和基督教社区的代表。纳达·哈法德博士于2004年被任命为卫生部长，成为该国第一位内阁女部长。
准政府妇女团体，即妇女最高委员会，培训女性候选人参加2006年巴林大选。在默认获胜后，拉法·阿尔·加德在2006年成为第一位女议员。在2011年补选之后，这一数字上升到了4个。
巴林在2006年领导联合国大会时，任命了律师和妇女权利活动家哈亚·宾特·拉希德·阿勒哈利法为联合国大会主席，这是历史上第三位担任联合国大会主席的女性。女性活动家加达·贾姆希尔（Ghada Jamsheer）说，“政府在国际上把妇女权利作为一种装饰性的工具”。她说，这些改革是“人为的和边缘化的”，并指责政府“阻碍了非政府的妇女社会”。2008年，胡达·诺努被任命为驻美国大使，这使她成为阿拉伯国家的首位犹太大使。2011年，信仰基督教的女性爱丽丝·萨玛安被任命为驻英国大使。
2014年巴林大选，有少数女性当选两院议员。
巴林没有法律保护妇女免受家庭暴力。